# هاغن شولتسه
هاغن شولتسه (بالألمانية: Hagen Schulze)‏ (و. 1943 – 2014 م) هو مؤرخ العصر الحديث، ومؤرخ، وأستاذ جامعي ألماني، ولد في طنجة، توفي في برلين، عن عمر يناهز 71 عاماً.

## التعليم
تعلم في جامعة بون، وتعلم في جامعة كيل
.

## روابط خارجية
- هاغن شولز على موقع مونزينجر (الألمانية)